# Feinbrot
Ein Feinbrot ist ein sehr helles Weizenmischbrot, wobei vorwiegend helle Mehle verwendet werden. Die Krume hat eine feine Struktur und die Kruste ist kräftig ausgebildet. Durch den Roggenanteil ist die Frischhaltung und Lagerung gegenüber Weißbrot besser.
Der Begriff ist in den Leitsätzen für Brot und Backwaren nicht definiert. Es sind auch Varianten mit dunklem Roggenmehl üblich.